# Patricia Horoho

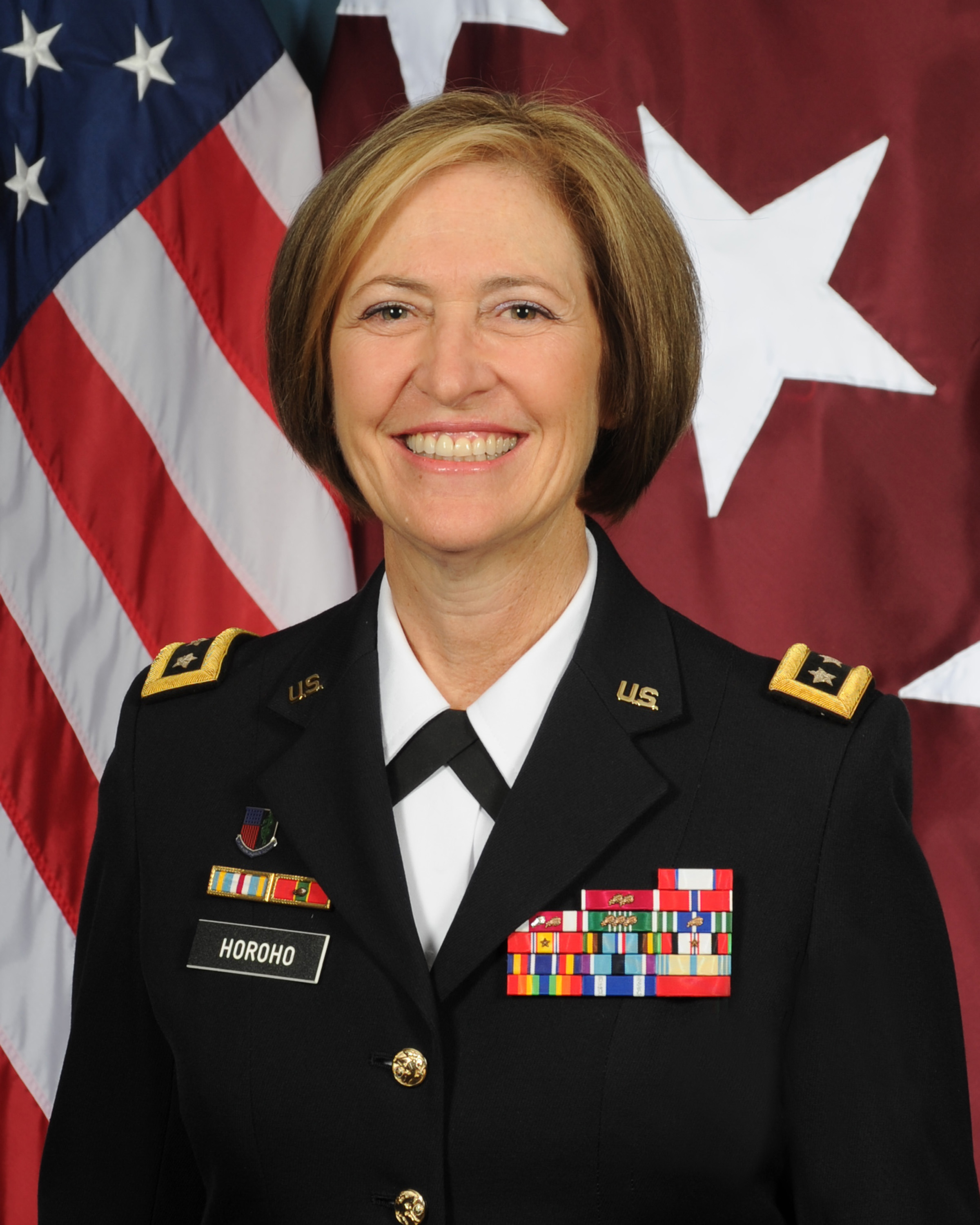
Patricia Horoho (2014)

Patricia D. Horoho (* 1960 in Fort Bragg, North Carolina) ist eine US-amerikanische Offizierin im Range eines Lieutenant Generals. Sie war vom 5. Dezember 2011 bis zum 11. Dezember 2015 Surgeon General of the United States Army.

## Leben und Wirken
Horoho ging in Fayetteville zur Schule, wo sie zunächst die St. Ann Catholic School und dann die St. Patrick Catholic School besuchte, bevor sie an der E.E. Smith High School 1978 ihren Schulabschluss machte. Sie studierte an der University of North Carolina at Chapel Hill, wo sie 1982 einen Bachelor of Science als Krankenpflegerin erwarb und an der University of Pittsburgh, wo sie im Jahr 1992 einen Master of Science als Clinical Trauma Nurse Specialist erhielt.
Im Jahr 1994 wurde Horoho leitende Krankenschwester in der Notaufnahme am Womack Army Medical Center, wo unter ihr die Verletzten infolge des Green-Ramp-Unglücks versorgt wurden.
Horoho leitete unter anderem:
- das DeWitt Health Care Network in Fort Belvoir, Virginia (2004–2006),
- das Walter Reed Health Care System in Washington, D.C. (2007–2008),
- das Madigan Army Medical Center in Tacoma, Washington (2008–2009)
- den Western Regional Medical Command in Fort Lewis, Washington (2008–2010)

Sie bekleidete danach das Amt des Deputy Surgeon General und das des Chief of the U.S. Army Nurse Corps. Am 5. Mai 2011 nominierte Präsident Barack Obama Horoho für das Amt des 43. Surgeon General of the United States Army (TSG) und des Kommandierenden Generals im United States Army Medical Command (CG, USAMEDCOM), das sie im Dezember 2011 als Nachfolgerin von Eric Schoomaker übernahm, nachdem die Nominierung vom Senat der Vereinigten Staaten bestätigt worden war. Sie ist die erste Frau und die erste Offizierin des Nurse Corps, die in der Geschichte der United States Army vom Präsidenten der Vereinigten Staaten für diese beiden Ämter nominiert wurde.

## Auszeichnungen
Horoho wurde am 14. September 2002 vom American Red Cross als Nurse Hero ausgezeichnet, weil sie bei den Anschlägen am 11. September 2001 75 Verletzten erste Hilfe leistete. Unter ihren militärischen Auszeichnungen sind die Army Distinguished Service Medal, die Medaille des Order of Military Medical Merit, dem Orden der Legion of Merit (2 OLC), der Meritorious Service Medal (6 OLC), der Army Commendation Medal (3 OLC) und der Army Achievement Medal (1 OLC). Die University of Pittsburgh ernannte Horoho 2007 zum Legacy Laureate.

## Belege
1. 1 2 3 4  Lieutenant General Patricia D. Horoho (Memento vom 15. Juni 2011 im Internet Archive)" U.S. Army Medical Department. März 2010.
2. 1 2 3  Cuningham, Henry. Obama nominates E.E. Smith grad for Army surgeon general (Memento vom 25. April 2012 im Internet Archive) Fayetteville Observer. 5. Mai 2011.
3. 1 2  University of Pittsburgh Names Eight New Legacy Laureates University of Pittsburgh News. 21. Oktober 2007.
4. ↑  President Obama nominates 43rd Army Surgeon General. In: blog.amedd.army.mil. Ehemals im Original (nicht mehr online verfügbar); abgerufen am 4. März 2023. (Seite nicht mehr abrufbar. Suche in Webarchiven)
5. ↑  Gregory, Hamilton. Public speaking for college and career. McGraw-Hill. 2005. S. 2.

| Personendaten    | Personendaten                                                       |
| ---------------- | ------------------------------------------------------------------- |
| NAME             | Horoho, Patricia                                                    |
| ALTERNATIVNAMEN  | Horoho, Patricia D.                                                 |
| KURZBESCHREIBUNG | US-amerikanische Offizierin, Surgeon General der United States Army |
| GEBURTSDATUM     | 1960                                                                |
| GEBURTSORT       | Fort Bragg, North Carolina                                          |